# Берхтолд I фон Шнабелбург
Берхтолд I фон Шнабелбург (на немски: Berchtold I von Eschenbach-Schnabelburg; † 2 юни 1225) от влиятелния род Ешенбах е фрайхер на Шнабелбург в кантон Люцерн в Швейцария.

## Биография
Той е син на фрайхер Валтер I фон Ешенбах-Шнабелбург († сл. 1185) и съпругата му Аделхайд фон Шварценберг (в Брайзгау) († 30 май 1189), дъщеря на Валтер I фон Шварценберг и Аделаида фон Шварценберг. Брат е на Валтер II фон Ешенбах († 1226), фрайхер на Ешенбах.
Tой е в свитата на херцозите фон Церингите. През 1218 г. умира последният херцог от Церингите и така започва икономическото падение на господарите фон Ешенбах-Шнабелбург.
Синовете на Валтер I фон Ешенбах, Валтер II и Берхтолд I, разделят наследството и образуват линиите „цу Оберхофен“ и „Ешенбах-Шнабелбург“. Новите получени „Шварцбегски територии“ първо се управляват заедно. Един Валтер фон Ешенбах се нарича 1223 – 1245 г. „фогт цу Шварценберг“. По-късно родът се нарича също „Шнабелбург-Шварценберг“.
Внуците му Берхтолд II и Йохан I разделят собствеността около 1250 г. Около 1270 г. Валтер фон Ешенбах и Йохан фон Ешенбах-Шнабелбург разделят собствеността на фамилията, така че имотите в Брайзгау отиват на клон „Ешенбах-Шнабелбург“, а имотите в Швейцария отиват на клон „Ешенбах“. Още около 1330 г. Хабсбургите получават владението над господството Шварценберг. Бертхолд III основава линията Шварценберг-Шварценберг, която с Улрих II измира през 1347 г.

## Фамилия
Берхтолд I фон Шнабелбург се жени за фон Клинген. Те имат децата:
- Берхтолд фон Шнабелбург
- Конрад II фон Шнабелбург
- Хайнрих фон Шнабелбург
- дъщеря фон Шнабелбург
- дъщеря фон Шнабелбург
- дъщеря фон Шнабелбург, омъжена за Конрад фон Либенберг
- Улрих I фон Шнабелбург († сл. 18 март 1255), женен за Аделхайд фон Тирщайн († сл. 1253), дъщеря на граф Рудолф III фон Тирщайн, пфалцграф фон Базел († 17 август 1318) и Беатрикс фон Геролдсек († сл. 1267)
- Валтер I фон Шнабелбург, женен за фон Хабсбург